# Psoroglaena stigonemoides
Psoroglaena stigonemoides är en lavart som först beskrevs av Orange, och fick sitt nu gällande namn av Henssen. Psoroglaena stigonemoides ingår i släktet Psoroglaena och familjen Verrucariaceae.  Arten är reproducerande i Sverige. Inga underarter finns listade i Catalogue of Life.